# 明星養老院
《明星養老院》是金星文創的舞台劇，由王偉忠監製。2020年於高雄至德堂首演，2021年巡迴台中國家歌劇院、2022年巡迴台北國立國父紀念館。

## 劇情大要
曾經紅極一時、光芒萬丈、呼風喚雨的明星們，目前共居在「明星養老院」。他們依舊緬懷鎂光燈，在這所為了明星量身打造的空間安穩度日，某天，恩怨情仇瞬間荒謬點燃，如何面對過去的愛恨糾葛與藝界人生的洶湧起伏？如何在網路時代中自處？他們能重新擦亮光環，找回自己最迷人的模樣嗎？還是被人遺忘？